# اچ‌ام‌اس اورینگهام (ام۲۶۲۶)
اچ‌ام‌اس اورینگهام (ام۲۶۲۶) (به انگلیسی: HMS Everingham (M2626)) یک کشتی بود که طول آن ۱۰۰ فوت (۳۰ متر) بود. این کشتی در سال ۱۹۵۴ ساخته شد.